# Златен грамофон
„Златен грамофон“ (на руски: Золотой граммофон) е ежегодна музикална награда, връчвана от „Русское радио“.

## История
През декември 1995 г. по „Русское радио“ се излъчва програма, включваща класация от 12-те най-популярни песни сред слушателите. Година по-късно, на 14 декември 1996 г., се провежда първата официална церемония по награждаването в Държавния Кремълски дворец, и това се утвърждава като значимо национално събитие.
От 2022 г. се връчва специална награда, наречена „Зелен грамофон“, на творци с принос за опазването на околната среда.